# Carlos Contreras Guillaume
Carlos Contreras Guillaume (castellà: Carlos Contreras)  (Santiago de Xile, 2 d'octubre de 1938 - Puente Alto, 17 d'abril de 2020) fou un futbolista xilè.

## Selecció de Xile
Va formar part de l'equip xilè a la Copa del Món de 1962. Fou jugador del Club Universidad de Chile.

## Palmarès
- Primera División de Chile: (6)
  - 1959, 1962, 1964, 1965, 1967, 1969
- Torneig Metropolitano: (2)
  - 1968, 1969
- Copa Francisco Candelori: (1)
  - 1969